# 国分太一
國分太一（日语：／ Kokubun Taichi，1974年9月2日—）出身於東京都東久留米市，是日本偶像、樂團成員、鍵盤樂器演奏者、演員、主持人、詞曲創作者，為傑尼斯事務所旗下樂團型態的偶像團體TOKIO中一員，負責電子琴或鋼琴。中學開始進入傑尼斯事務所，出道前有段時間成為SMAP的儲備成員之一，還曾以SMAP的身份登上雜誌，之後組成TOKIO，於1994年9月21日正式出道。身高167cm，血型為O型。
最早對彈琴產生興趣，是他16歲從電視上看到英國著名歌手艾爾頓·強在「披頭四」約翰·藍儂50歲生日紀念演唱會上彈琴的模樣，大受感動而決心自學，在此之前曾彈奏過貝斯。平日涉獵的音樂類型相當廣泛，欣賞有「吉他之神」美譽的Eric Clapton，並積極從事詞曲創作。除此之外，他與Leader城島茂一樣，通常在團體中扮演說笑、炒熱氣氛的角色，活潑反應快的特質充分發揮在他所參與或主持的節目裡，同時也跨足戲劇、廣播、電影等相關領域。
2005年，國分與KinKi Kids的堂本剛合演電影《Fantastipo》並跨團組成限定團體「Toraji･Haiji」，發行電影同名單曲。2008年更以電影《喋喋不休》奪下第62屆每日電影獎最佳男主角獎，演技備受肯定。此外，他曾與知名創作女歌手aiko相戀長達八年，2007年2月經雙方證實，宣告分手。
2010年，国分太一担任與4月21日开播的新电视节目《世界笑える！ジャーナル》的主持人。
2015年9月11日，宣布与前TBS电视台的女性職員结婚
2016年10月31日、長女誕生。
2018年9月3日、在擔任MC的TBS情報節目「ビビット」中、公開9月1日次女誕生的消息。。
2025年6月20日，国分因多项违规行为，无限期停止演艺活动。

## 演出

### 電視劇

#### 連續劇
- 危險少年III（あぶない少年III、1988/10-1989/1）東京電視台
- 失戀白皮書（失恋白書、1992/1/11-2/1）日本電視台 - 飾  根本和明
- 同學會（同窓会、1993/10/20起10集）日本電視台 - 飾  藤島 潮
- 爸爸擔心症（お父さんは心配症、1994/4/12-5/17）朝日電視台 - 飾  北野司
- 八神的家事（八神くんの家庭の事情、1994/10/11-1995/2/7）朝日電視台 - 飾  八神裕司
- 春天，來了（春よ、来い、1995/8/21-9/30）NHK - 飾  竹中大輔
- 夢幻料理人（ザ・シェフ、1995/10/21-12/16）日本電視台 - 飾  田部太一
- 玻璃碎片（硝子のかけらたち、1996/7/12-9/20）東京放送 - 飾  乾忠司
- 正義最前線（せいぎのみかた、1997/4/14-6/23）日本電視台 - 飾  坂本淳平
- 寶貝兒子（金のたまご、1997/7/3-9/18）東京放送 - 飾  真壁行人
- 實習醫生菜菜子（研修医なな子、1997/10/13-12/8）朝日電視台 - 飾  荒卷慎也
- 認真的女人最美麗（お仕事です!、1998/5/7-7/2）富士電視台 - 飾  淀川ヒビキ
- 夜逃屋本舖（夜逃げ屋本舗、1999/1/13-3/17）日本電視台 - 飾  羽柴太陽
- 浪漫巴士站（バスストップ、2000/7/3-9/18）富士電視台 - 飾  阿部究吾
- 搶錢大作戰（お前の諭吉が泣いている、2001/1/11-3/15）朝日電視台 - 飾  大平太郎
- 演技者-美國（演技者。『アメリカ』、2002/8/13-9/17）富士電視台
- 老爸（おとうさん、2002年10月 - ）東京放送 - 飾  山口次郎
- 演技者-燈熄得恰到好處的家（演技者。『いい感じに電気が消える家』、2003/5/13 - ）富士電視台 - 飾  シンイチ
- 時生 給父親的口信（トキオ 父への伝言、2004/8/30-9/30）NHK - 飾  宮本拓實
- Dance☆Drill（ダンドリ。～Dance☆Drill～、2006/7/11-9/19）富士電視台 - 飾  石橋渡

#### 單篇
- 大哥乾杯！（兄貴に乾杯!、1991年1/4）東京放送
- 冷暖人間（渡る世間は鬼ばかり、1993/9/9）東京放送 - 飾  和
- 東京畢業（東京卒業、1996/12/23）東京放送 - 飾  正木立郎
- 24小時電視 '98特別劇『心之扉』（『心の扉』、1998/8/22-8/23）日本電視台 - 飾  黑木哲
- 我們的旅行（新・俺たちの旅 Ver.1999）第10集 - 友情客串
- 夜逃屋本舖 特別篇（夜逃げ屋本舗SP 月を射よ!、1999/12/30）日本電視台 - 飾  羽柴太陽
- 海猿（海猿、2002/7/13）NHK - 飾  仙崎大輔
- 拉麵王（ラーメン発見伝、2004/10/12）日本電視台 - 飾  藤本浩平
- 廣島昭和20年8月6日（TBS50周年特別企画 広島・昭和20年8月6日、2005/8/29）- 飾  重松道昭

### 綜藝
- 在台灣播出時的名稱有「東京小子G情報」（三立都會台）、「算命大師」（TVBS）、「東京小子」（國興衛視）
- Aura之泉（国分太一&美輪明宏&江原啓之のオーラの泉）朝日電視台
- GURU GURU 99 - 日本電視台
- R30（R30）東京放送 - 與V6的井之原快彥一同主持
- 解體新SHOW（解体新ショー）NHK
- 新聞女王決定戰（ニュースの女王決定戦）日本電視台 - 1年1度特別節目
- 少年俱樂部Premium（ザ・少年倶楽部プレミアム）NHK-BS2
- USO!?JAPAN（TVBS）
- SportsPartyただいま夢中!
- Toki-Kin (和KinKi Kids一起主持)
  - KINKI：KinKi大冒险 （曰本电视台：1996年4月7日至1996年9月29日）
  - KinKi大放送 （曰本电视台：1996年10月6日至1998年3月29日）
  - 如果输了那可不行 （富士电视台：1996年10月14日至1997年3月17日）
  - Toki-kin快车！喜欢的事 （东京放送：1996年10月16日至1997年3月12日）
- Mentore Training (メントレG的前身)
- 東京小子（メントレG）富士電視台
  - 在台灣播出時的名稱有「東京小子G情報」（三立都會台）、「算命大師」（TVBS）、「東京小子」（國興衛視）
- 5LDK 富士电视台

### 廣播
- 国分太一 TOKIO ザ・ライド（文化放送）
- 国分太一 Radio Box（JFN）

### 電影
- Fantastipo（2005年2月上映，與KinKi Kids堂本剛合演）
- しゃべれども しゃべれども 喋喋不休（2007年5月26日上映，首次單獨主演）

### 製作歌曲
- 「スベキコト」(太陽と砂漠のバラ / スベキコト)-作曲部份

## 關聯項目
- 傑尼斯事務所
- TOKIO團員：

城島茂
山口達也
長瀨智也
松岡昌宏
- J-FRIENDS
- Toraji･Haiji

## 外部連結
- 國分太一的X（前Twitter）
- 国分太一在互联网电影资料库（IMDb）上的資料（英文）